# Abriaquí
Abriaquí – miasto w Kolumbii, w departamencie Antioquia.